# Historien om någon
Historien om någon är en skönlitterär bok från 1951, skriven av Åke Löfgren och illustrerad av Egon Möller-Nielsen. Den utgavs av Folket i bild, och kom senare ut på Rabén & Sjögren Bokförlag (1977).

## Bokomslag
Bokomslaget visar ett nyckelhål och två ögon, samt ulltråden.

## Handling
Boken inleds med en valvportingång till en trappa in i ett hus, där dörren står öppen, någon har lämnat en våt fläck på golvet i tamburen. Boken fortsätter sedan in i nästa rum, där någon stökat till och vält omkull mormors runda stickbord. Hennes stickning ligger på golvet, men garnnystanet saknas. En röd ulltråd ligger på golvet, och går in under bordet och ut till nästa dörr, som leder in i köket där någon ätit upp fiskarna till middag. Tråden går sedan in i skåpet, där tillbringarna stjälpts omkull och all mjölk druckits ur, innan ulltråden fortsätter ut i hallen och uppför trappan till övervåningen. På ett ställe i trappan går tråden runt en av pinnarna i trappräcket.
Väl på andra våningen har ena guldfisken kommit ur akvariet och hamnat på bordet, där den ligger och sprattlar och måste stoppas ner i vattnet igen.
Den röda tråden leder sedan in under sängarna i sängkammaren, och fortsätter sedan på golvet bredvid. Nedanför fönsterrutan ligger en omkullvält blomkruka som gått i kras, och sedan fortsätter den röda tråden uppför ännu en trappa, till vindsvåningen, förbi ett råtthål där det ligger en råttsvans, och fortsätter sedan mot ett skåp. Ulltråden går in i skåpet. Skåpsdörren öppnas, och där står en gammal blå vas, som spruckit. Tråden leder ner i vasen, som trillar omkull.
Mormors nystan trillar ur vasen, och ut hoppar också en katt, kissemissen Nisse, som ligger bakom allt som hänt i boken. Den som vill veta mer uppmanas fråga honom själv.